# IIHF Federation Cup
La IIHF Federation Cup (più nota semplicemente come Federation Cup) è stata la seconda competizione europea per squadre di club di hockey su ghiaccio, accanto alla Coppa dei Campioni, nelle stagioni 1994-95 e 1995-96. Verrà poi sostituita dalla Continental Cup nel 1997.

## Risultati
| Stagione | N. partecipanti | Città ospitante il torneo finale | Vincitore      |
| 1994-95  | 13              | Lubiana                          | Salavat Julaev |
| 1995-96  | 19              | Trenčín                          | Mastini Varese |

## Stagione 1994-95
La prima edizione della Federation Cup vide come protagoniste perlopiù squadre provenienti dall'Europa dell'Est e dai Balcani. Difficoltà politiche si ebbero quando la squadra croata KHL Medveščak Zagabria si qualificò per il girone finale che si tenne a Lubiana, cui, perdipiù, era qualificata anche una squadra jugoslava, l'HK Partizan Belgrado: la Guerra d'indipendenza croata non era all'epoca ancora terminata.

## Stagione 1995-96
Per la stagione 1995-96 furono coinvolte anche squadre dell'Europa occidentale. Il girone finale si svolse a Trenčín, Slovacchia, e se lo aggiudicò la compagine italiana AS Mastini Varese Hockey, non senza sorpresa, vista la provenienza da paesi con una maggiore tradizione (Repubblica Ceca nel girone preliminare, Russia e Slovacchia in quello finale) delle squadre affrontate.